# Населений острів (роман)
 «Насе́лений о́стрів»  (рос. Обитаемый остров) — фантастичний роман братів Стругацьких, перша частина трилогії про Максима Каммерера та частина літературного світу Полудня. Вперше опублікований у 1969 році в журналі «Нева», окремою книгою — у 1971. У 1992 вийшло нове видання, яке вже було вільне від радянської цензури.
Роман оповідає про Максима Каммерера, молодого чоловіка, космічний корабель якого зазнає аварії на планеті Саракш. Не маючи змоги повернутися, Максим подорожує нею і виявляє людську цивілізацію, яка перебуває в занепаді після ядерної війни. Йому доводиться зустрітися з тим, що земляни давно забули: диктатурою, несправедливістю, радіаційним зараженням. Порівняно з місцевими жителями, він є надлюдиною з винятковими розумом та силою. Максим береться допомогти жителям Саракшу, проте його поняття про добро часом дуже відрізняється від тамтешнього.
Українською роман був виданий у 1991 році.

## Основні герої
- Максим Каммерер — 20-річний дослідник Групи Вільного Пошуку (ГВП) із Землі. Як всі люди свого часу, володіє великою фізичною силою, витривалістю, чуттями та пам'яттю.
- Мандрівець, він же Рудольф Сікорські — один з Вогненосних Творців (членів уряду), законспірований агент Ради Галактичної Безпеки Землі.
- Гай Гаал — капрал Гвардії, потім капрал в армії, потім дезертир та ув'язнений, друг та соратник Каммерера.
- Рада Гаал — сестра Гая, закохана в Максима.
- Аллу Зеф — підпільник, колишній професор-психіатр, репресований режимом.
- Державний прокурор, він же Розумак — один з Вогненосних Творців, голова системи юстиції, який плете інтриги проти Мандрівця.

## Сюжет

### Робінзон

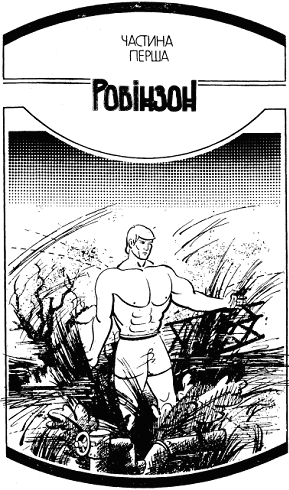
Перша частина

Космічний корабель Максима Каммерера, мандрівника Групи Вільного Пошуку у результаті аварії був змушений сісти на планеті Саракш. Її особливістю виявляється сильна рефракція атмосфери, через яку поверхня здається чашею і ніколи не видно горизонту. Максим швидко виявляє, що планета забруднена радіацією та знаходить людські сліди. Несподівано його корабель вибухає і Максим опиняється в невідомому світі без будь-яких приладів чи інструментів. Він натрапляє на руїни в лісі та самохідну ядерну установку, після чого зупиняється біля покинутого багаття.
Максима знаходить сапер Зеф та приводить в табір до капрала Гая Гаала і ротмістра Тоота, які сприймають Максима за божевільного, оскільки той не знає їхньої мови та не має навичок виживання в лісі. Максим пробує пояснити як потрапив на цю планету, з'ясовується, місцева цивілізація вважає наче живе на внутрішній поверхні сфери, а не планеті. Він опиняється на, як вважає, обстеженні, насправді копіюванні образів зі спогадів, де зауважує періодичні різкі зміни настрою людей (крім себе) і вчить мову. Під час перевезення Фанком до міста водієві стає зле і Максим опиняється сам.
Врешті Максим заходить до бару, в якому знайомиться з офіціанткою Радою. Згодом на них нападають невідомі, але Максим вбиває кількох, а решта тікає. Він знайомиться з братом Ради, котрий виявляється Гаєм. За клопотанням останнього Максима розглядають як підходящого до служби в Гвардії. Той опиняється в Легіоні Гвардії разом із Гаєм, де Максима вважають горцем, що втратив пам'ять.

### Легіонер

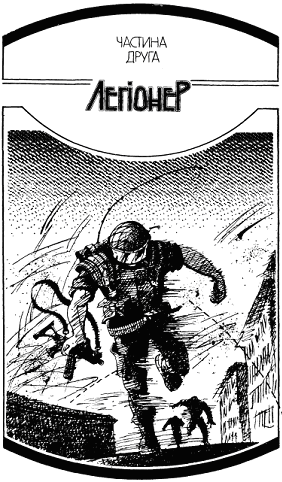
Друга частина

Протягом місяця, крім видатних фізичних якостей, в Максима помічають і розумові, як швидке опанування наук. З книжок Максим вичитує про колишню ядерну війну, що спустошила планету. Залишки найбільшої імперії врятували загадкові Вогненосні Творці та стали захищати її від ворогів — Хонті, Пандеї, Острівної імперії та Південних земель. Легіон виловлює і страчує так званих «виродків», які за офіційною ідеологією служать ворогам, всіляко шкодять і руйнують башти протибалістичного захисту (ПБЗ). Виявити їх можна за незвичайною болісною реакцією під час певних емоцій.
З часом Максим бачить, що «виродки» не відрізняються від звичайних людей, а вироки щодо них жорстокі та приймаються без справжнього суду й слідства. Коли ротмістр Чачу назначає Максимові випробування — розстріляти «виродків», той відмовляється далі служити й покидає Легіон. Чачу застрелює його та лишає тіло.

### Терорист

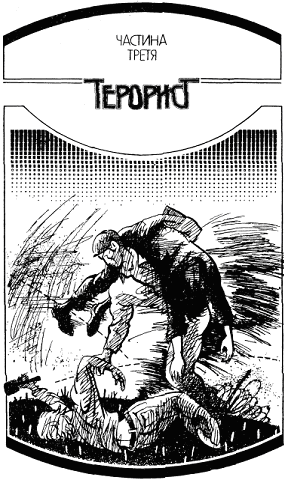
Третя частина

Максим завдяки своїй сильній регенерації виживає і ще за півтора місяці досягає села, де живуть родичі однієї з «виродків», яку він мав розстріляти. Місцеві «виродки» пояснюють, що їх насправді виявляють за допомогою випромінювання з башт ПБЗ, яке завдає їм болю. За чутками державний прокурор Розумак також «виродок». Максим з новими друзями готує підрив найближчої башти ПБЗ, хоч і не схвалює цього.
Операція частково вдається, однак майже всі учасники гинуть. Сам Максим дістається до житла Ради та Гая. Вражений його витривалістю Гай ховає Максима, але не вірить його розповідям про справжнє призначення башт, думаючи начебто «виродки» обдурили Максима. За час відсутності Гаал став простим капралом в армії. За його словами вчинок Масима нічого не змінив, адже башти стоять по всій країні. Ротмістр Чачу вислідковує Максима і його арештовують.
Мандрівець, один з Вогненосних Творців, довідується про повернення Максима і обговорює це з прокурором. Прокурор, прочитавши про його нульову реакцію на випромінювання, також цікавиться Максимом. Він робить Максима за документами зниклим безвісти, щоб самому зайнятися ним.

### Каторжник

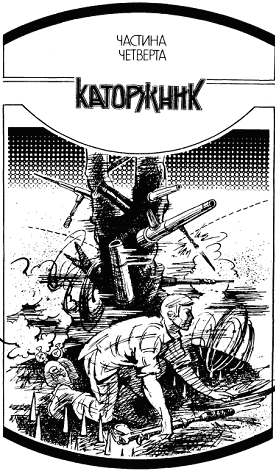
Четверта частина

Тим часом Максим потрапив на каторгу разом із Зефом, як з'ясовується, колишнім ученим, що виявився «виродком». Максим розуміє — башти ПБЗ пригнічують здатність населення раціонально мислити, чим користуються Вогненосні Творці для утримання влади. Несприйнятливі до їхнього навіювання, але в яких випромінювання викликає болі, і є «виродками». Підпільники з числа каторжників визначають основною ціллю боротьби проти Творців знищення Центру, звідки керуються башти. Проте частина підпілля планує захопити ці установки для власних цілей.
Каторжники розчищають ліс для будівництва нових башт та знаходять підземну Фортецю, звідки здійснювалося управління автоматичною військовою технікою. Там же вдається побачити голованів — схожих на собак дуже розумних істот. Камери спостереження у Фортеці показують стан пустелі, раніше квітучої частини імперії, за кілька сотень кілометрів на південь.
Користуючись своєю стійкістю до радіації, Максим сплановує втечу та покидає каторгу, викравши танк. Підібравши дорогою Гая, висланого на кордон, він прямує на південь, в пустелю. Коли танк покидає дію зони башт, Гай переконується в правоті Максима.
В пустелі вони натрапляють на мутантів, яких тіснить Гвардія. Максим намагається організувати їх для повстання проти країни Творців, однак ті надто слабкі й хворі. З особливо розумним мутантом Чаклуном та Принцом-герцогом Максим обговорює можливу боротьбу. Чаклун називає втручання Максима порушенням якої-неякої рівноваги світу, але радить зв'язатися із Острівною імперією. Принц-герцог дарує Максиму свій літак, один з останніх на планеті. Той відлітає з Гаєм на пошуки союзників. Літак збиває автоматична гармата, після чого Максим здогадується, що така ж збила і його корабель. Йому з Гаєм вдається сісти на воду і знайти покинуту субмарину Острівної імперії з доказами вбивств нею жителів країни Творців і мутантів, в тому числі дітей. Плани союзу з цією державою відкидаються.

### Землянин

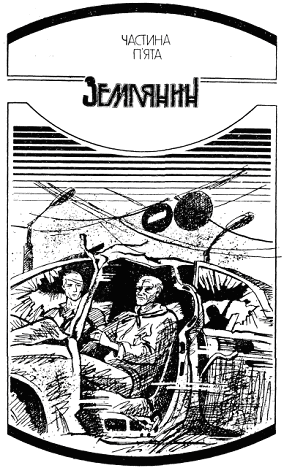
П'ята частина

Коли до Максима з Гаєм доходять новини, що країна Творців почала війну з державою Хонті, вони повертаються. Їх відправляють на фронт розчищати мінні поля перед військами. Там Максима знаходить Фанк, але той не погоджується покинути друзів. Під час бою Гай гине, однак Максиму вдається вижити, і він потрапляє в Інститут під керівництвом Мандрівця, котрий сам знаходиться в тривалому від'їзді.
У війні країна Творців втрачає позиції. Державний прокурор, який був прихильником війни, розуміє, що інші Творці не вибачать йому цього і скоро стратять. Він зв'язується з Максимом та повідомляє координати Центру, аби той вимкнув систему ПБЗ та позбавив лідерів країни підтримки населення. Максим пробирається туди і підриває Центр.
Зустрівшись з Мандрівцем, він з'ясовує, що той насправді землянин Рудольф Сікорські. Він є співробітником Галактичної безпеки, яка намагається встановити мир на планеті всіма доступними способами. Також Максим довідується, що Рада жива і знаходиться в резиденції Мандрівця. Мандрівець звинувачує Максима в тому, що той зірвав ретельно підготований план порятунку Саракшу. Після раптового вимкнення випромінювання 20 % людей загрожує шизофренія, відновлення економіки та господарства неможливе без дезактивації практично всього ґрунтового покриву планети. Країні Вогненосних Творців загрожує голод та інфляція, на додачу до вторгнення Острівної Імперії. Крім того лишилися пересувні випромінювачі, тож Максим ніде не досягнув успіху.
Вислухавши це, Максим лишається на планеті, щоб допомогти її населенню. Але він також заявляє, що не дозволить кому-небудь відновити башти, навіть задля високих цілей. В усьому іншому він готовий підкорятися Сікорські, чому Мандрівець не заперечує.

## Історія написання
Ідея роману зародилася 12 червня 1967 року, коли Борис Стругацький зробив запис у щоденнику: «Треба скласти заявку на оптимістичну повість про контакт». У той час видавництва «Дитяча література» і «Молода гвардія» відкинули публікацію сатиричної повісті «Казка про Трійку». Це змінило плани авторів і вони почали писати гостросюжетний роман. Стругацькі написали майже 300 сторінок за тридцять два дні. Остаточно роман був завершений за півроку. «Населений острів» був одночасно відданий до журналу «Нева» та видавництва «Дитяча література». Перша глава твору була надрукована в журналі «Знання-сила», № 12 за 1968 р.
За словами Бориса Стругацького, на ідею життя всередині сфери, що її поділяли жителі Саракшу, авторів надихнула порожнина всередині Землі, Плутонія, описана Володимиром Обручевим в однойменному романі. Ідея анонімної влади у вигляді Вогненосних Творців (початково Невідомих Отців) була запозичена з роману Станіслава Лема «Едем».
Цензура змусила внести поправки в роман. Так у журналі «Нева» вимагали скоротити твір, викинути такі слова як «батьківщина», «патріот», «вітчизна». Вимагалося уточнити роль Мандрівця, підкреслити наявність соціальної нерівності в Країні Творців та замінити Комісію Галактичної Безпеки через її абревіатуру (КГБ). В «Дитячій літературі» поставили вимоги прибрати натуралізм в описі війни, уточнити роль Мандрівця, зробити соціальний устрій Країни Творців більш туманним. Також вимагалося виключити поняття «Гвардія», слова «соціал-демократи», «комуністи», замінити поняття «Невідомі Отці» і т. д. Коли роман було опубліковано в журналі «Нева» 1969-го, твір отримав критику за «антирадянщину» і «проголошення песимізму».
Автори змінили низку імен і термінів, зокрема змінили російські на інші. Так Максим Ростілавскій став Максимом Каммерером, Павло Григорович перетворився на Рудольфа Сікорські, Невідомі Отці (Батько, Свекор і Шурин) були перейменовані на Вогненосних Творців (Канцлера, Графа і Барона), «танки» на «панцервагени».
Дозвіл на публікацію виправленого варіанту було отримано від Головліту 1971-го року.

## Головні публікації російською
- «Обитаемый остров». Первая глава повести… Журнал «Знание — сила». 1968. — № 12. — С. 52-54. (перша публікація)
- «Обитаемый остров». Фантаст.-приключенческая повесть. — С сокр. / Худож. Б. Власов // Нева. — 1969. — № 3. — С. 86-130; № 4. — С. 85-127; № 5. — С. 90-140. (перша публікація завершеного твору)

- «Обитаемый остров». Фантаст. повесть / Предисл. издательства; Ответственный редактор Н. М. Беркова. Художественный редактор Л. Д. Бирюков. Технический редактор Н. Ю. Запорожец. Корректоры Э. Н. Сизова и К. П. Тягельская. Художник Ю. Макаров. — М.: Детская литература, 1971. — 320 с, илл. — (Библиотека приключений и научной фантастики). — 100 000 экз. (перше видання окремою книгою)
- Сборник «Волны гасят ветер» / Худож. В.Кружковский. — М.: 1993. — 576 с, ил. — (Bella Fanta). — 100 000 экз. В тому числі «Обитаемый остров» — С. 3-275. (перше видання, позбавлене радянської цензури)

## Переклади українською
- Борис та Аркадій Стругацкі. Населений острів. Переклад з російської: Станіслав Павловський; художник: Костянтин Сулима. — Київ: Веселка, 1991. — 304 с. ISBN 5-301-00987-7

## Адаптації

### Екранізації
- «Залюднений острів» — 1 січня 2009 року[9][10][11] в український прокат вийшла перша частина фільму «Залюднений острів», який зняв режисер Федір Бондарчук. Головну роль у фільмі зіграв актор Василь Степанов, його озвучував Максим Матвєєв, також грали: Олексій Серебряков, Федір Бондарчук, Сергій Гармаш, Юлія Снігір, Гоша Куценко, Петро Федоров[12][13]. Сюжет фільму в загальному слідує сюжету роману від початку до середини частини «Каторжник».

- «Залюднений острів. Сутичка» — друга частина, що вийшла в український прокат 23 квітня 2009 року.[14] Сюжет продовжує історію, підводячи її до завершення.

### Театральні постановки
- «Обитаемый остров» — спектакль за мотивами роману, поставлений Сергієм Кургіняном в театрі «На досках» 5 червня 1997 року[15].

### Комікси
- «Обитаемый остров» — комікс в стилі манґи, створений на студії Артемія Лебедєва в 2009 році за мотивами фільму[16].

### Відеоігри
- «Обитаемый Остров: Послесловие» — гра жанру покрокової стратегії, розроблена Wargaming.net. Випущена 22 серпня 2007 року. Оригінальна назва — Galactic Assault: Prisoners of Power. Сюжет описує події після фіналу роману, коли Хонтія, Острівна імперія та варвари нападають на країну Вогненосних Творців[17].
- «Обитаемый Остров: Чужой Среди Чужих» — гра за мотивами роману, жанру шутера від першої особи, розроблена Orion games та випущена 26 вересня 2007 року[18].
- «Обитаемый Остров: Землянин» — пригодницька гра за романом від Step Creative Group, випущена 21 грудня 2007 року[19].

- «Обитаемый остров» — тактична стратегія за мотивами фільму «Залюднений острів», розроблена Quant Games та видана компанією «Новый Диск» наприкінці 2008 року[20].

## Невипущене продовження
Брати Стругацькі планували написати ще один роман про пригоди Максима Каммерера на Саракші, який би завершив весь цикл «Світу Полудня». Цей твір під назвою «Білий ферзь» мав би подаватися як спогади Максима про його життя між «Жук у мурашнику» і «Хвилі гасять вітер». Збереглися напрацювання письменників щодо загального сюжету та ідейного наповнення.
Максим мав би прибути до Острівної імперії, побудованої на безжалісній раціональності. Максим відкрив би існування її зовнішньої зони, населеної злочинцями і вигнанцями, які служать щитом Острівної імперії. Це світ беззаконня і найниціших людських справ. За нею простягається зона життя пересічних людей, наділених як чеснотами, так і недоліками. В центрі Максим виявив би світ, дуже подібний на земне суспільство. Це світ високоморальних і всебічно розвинених людей. Кожен в Острівній імперії потрапляє до відповідної йому зони через спеціальний соціальний механізм.
Побачивши, що це життя не поступається земному, Максим вступив би в дискусію з місцевим житилем. На його описи земного суспільства той відповів би: «Витончено. Дуже красива теорія. Але, на жаль, зовсім не можлива на практиці…Світ не може бути побудований так, як ви мені зараз розповіли, — говорить абориген. — Такий світ може бути тільки придуманий. Боюся, друже мій, ви живете в світі, який хтось придумав — до вас і без вас, — а ви не здогадуєтесь про це …».
Таким чином «Білий ферзь» мав би заперечити комуністичний ідеал суспільства, вказуючи на його відірваність від реальності та брехливість в ім'я цього ідеалу. Однак, за написання повноцінного роману брати Стругацькі так і не взялися. Після смерті Аркадія Борис не вважав за можливе і правильне довести «Білого ферзя» до цілісного і об'ємного твору.

### Електронні версії твору
- «Населений острів» [Архівовано 6 вересня 2016 у Wayback Machine.] на сайті україномовної фантастики «Аргонавти Всесвіту»".
- «Населений острів» [Архівовано 27 листопада 2016 у Wayback Machine.] в e-бібліотеці «Чтиво» (оригінал видавництва «Веселка» від 1991 року).

### Інформація про твір
- Інформація про роман на «Книгомані»
- Інформація про роман в «Лаборатории Фантастики» [Архівовано 2 липня 2015 у Wayback Machine.] (рос.)
- Інформація про роман на The Internet Speculative Fiction Database [Архівовано 10 березня 2021 у Wayback Machine.] (англ.)
- Інформація про роман на The Encyclopedia of Science Fiction [Архівовано 6 вересня 2015 у Wayback Machine.] (англ.)